# Raid aérien sur Ouadi Doum
Batailles

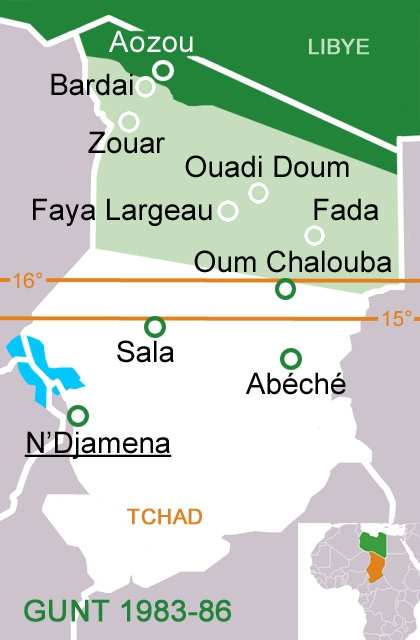

Le raid aérien sur Ouadi Doum fut effectué par des avions français, le 16 février 1986, contre la base aérienne libyenne de Ouadi Doum, dans le nord du Tchad, pendant le conflit tchado-libyen. Un second bombardement eut lieu le 7 janvier 1987.

## Contexte
Dans un accord conclu en Crète en septembre 1984 entre les présidents libyen et français, Mouammar Kadhafi et François Mitterrand, il avait été convenu que les forces françaises et libyennes devraient toutes deux quitter le Tchad. Le pays fut ensuite divisé au niveau du 16e parallèle, les Libyens et les rebelles du GUNT gardant le nord et les Français et le gouvernement tchadien tenant le sud. Mais alors que la France respecta les accords, quittant le Tchad en 1984, la Libye réduisit seulement ses forces armées, maintenant 5 000 hommes dans le pays.
Les forces du GUNT, sur ordre du colonel Kadhafi, attaquèrent le sud du Tchad en février 1986, violant le 16e parallèle. La réaction française fut immédiate: l’opération Épervier débuta le 13 février. Elle amena un millier de soldats français au Tchad, et un raid aérien fut préparé. Le premier mouvement fut de regrouper à Bangui environ quinze Mirage F1 et Jaguar. 
L'objectif de l'opération était d'endommager la piste d'atterrissage de Ouadi Doum, dans le nord du Tchad, une piste de 3 800 mètres de long, construite par les Libyens entre novembre 1984 et octobre 1985. Ouadi Doum avait une grande importance stratégique, car il n’était possible aux bombardiers libyens d’attaquer la capitale du Tchad N'Djamena qu’à partir de cet aérodrome.
Plus importante encore étaient les aspects politiques de la frappe.  Le gouvernement français entendait par cette action envoyer un message à leurs alliés africains, prouvant leur détermination à faire face à l'expansion libyenne.

## Frappe
Après plusieurs répétitions, le 16 février, onze Jaguars (sept armés de 12 BAP-100 et quatre de quatre bombes de 250 kg) de l'Escadron 1/11 Roussillon, escortés par quatre Mirage F1 de la 5e escadre de chasse, quittèrent la base aérienne de Bangui pour Ouadi Doum. Cette piste accueillait alors des hélicoptères Mil Mi-24 et des avions à hélice SF.260 à 1 600 km, prévus pour ce qui est nommé l'opération Tryonix. Un douzième Jaguar équipé de BAP-100 tomba en panne au décollage. Les avions français attaquèrent en volant très près du sol, empêchant les radars libyens et les missiles sol-air libyens de les détecter à temps. Les avions effectuèrent un seul passage sur la cible, larguant une quarantaine de bombes BAP 100 et de bombes classiques de 250 kg sur la piste d'atterrissage, l’endommageant gravement et la rendant temporairement inutilisable. L’attaque dura moins d'une minute.
Cinq avions ravitailleurs en vol C-135F décollant de Libreville et de Bangui, un Breguet Atlantic servant de poste de commandement au général Jean-Jacques Brun qui a conçu l'opération, un hélicoptère de manœuvre et d'assaut de SA330 Puma pour la recherche et sauvetage et deux C-160 Transall, ravitailleurs de secours stationnés à N’Djamena et à Bangui, sont également mobilisés.

## Réactions
Peu après, le ministre de la Défense français, Paul Quilès, annonça que la piste de Ouadi Doum avait été rendue inutilisable. Les réactions politiques en France furent toutes favorables au gouvernement, à l'exception de celle du Parti communiste français. En ce qui concerne les réactions étrangères, François Mitterrand reçut le soutien des États-Unis et, comme cela fut précisé lors du sommet de la francophonie qui eut lieu à Paris du 17 au 19 février, de la plupart des pays africains.
La première réaction du colonel Kadhafi fut de prétendre que la piste d'atterrissage était uniquement civile et que l'attaque avait causé la mort de neuf civils. Mais la meilleure preuve de la détermination de Kadhafi vint le lendemain du raid, quand un Tupolev Tu-22 libyen attaqua l'aéroport de la capitale tchadienne N'Djamena à partir de Koufra. Restant sous la couverture radar française en volant à basse altitude au-dessus du désert sur plus de 1 100 km, il accéléra à plus de Mach 1, grimpa à 5 030 m et largua trois bombes lourdes. Malgré la vitesse et l’altitude très importantes, l'attaque fut extrêmement précise: deux bombes frappèrent la piste et une troisième détruisit la voie de circulation. L'aérodrome resta fermé pendant plusieurs heures,. Le bombardier rencontra des problèmes techniques lors de son retour. Des avions de reconnaissance et d'alerte américains basés au Soudan suivirent des appels de détresse envoyés par le pilote du Tu-22, qui s’écrasa probablement avant d'atteindre sa base à Aozou (peut-être touché par les canons bitubes de la DCA qui tirèrent à l'aéroport de N'Djamena).